# Hrabstwo Union (New Jersey)
Hrabstwo Union – hrabstwo w stanie New Jersey w USA. Centrum administracyjnym hrabstwa jest miasto Elizabeth. W roku 2000 populacja hrabstwa wynosiła około 522,5 tys. Powierzchnia 273 km², z czego 268 km² to powierzchnia lądowa, a pozostałe 6 km² – wodna (rzeki, jeziora). Hrabstwo topograficznie typowe dla środkowego New Jersey, w większości płaskie. Jedynie w części  północno-zachodniej pagórkowate (Watchung Mountains). Najwyższy punkt to wzniesienie w Berkeley Heights, około 171 m n.p.m. Union County należy do metropolii Nowego Jorku.

## Miasta, konglomeracje miejskie  i miejscowości
- Berkeley Heights
- Clark
- Cranford
- Elizabeth
- Fanwood
- Garwood
- Hillside
- Kenilworth
- Linden
- Mountainside
- New Providence
- Plainfield
- Rahway
- Roselle Park
- Roselle
- Scotch Plains
- Springfield Township
- Summit
- Union Township
- Westfield
- Winfield Township